# Tatuowana róża
Tatuowana róża (ang. The Rose Tattoo, 1955) – amerykański melodramat w reżyserii Daniela Manna, będący adaptacją sztuki teatralnej pod tym samym tytułem autorstwa Tennessee Williamsa. Scenariusz filmu opracowali Williams i Hal Kanter.
Obraz otrzymał osiem nominacji do Oscara, zdobywając łącznie trzy statuetki, w tym dla najlepszej aktorki pierwszoplanowej.

## Obsada
- Anna Magnani jako Serafina Delle Rose
- Burt Lancaster jako Alvaro Mangiacavallo
- Marisa Pavan jako Rosa Delle Rose
- Ben Cooper jako Seaman Jack Hunter
- Virginia Grey jako Estelle Hohengarten
- Jo Van Fleet jako Bessie
- Sandro Giglio jako Ojciec De Leo
- Mimi Aguglia jako Assunta
- Florence Sundstrom jako Flora

i inni

## Nagrody i nominacje
28. ceremonia wręczenia Oscarów
- najlepsza aktorka pierwszoplanowa – Anna Magnani
- najlepsze zdjęcia, czarno-białe – James Wong Howe
- najlepsza scenografia – Hal Pereira, Tambi Larsen, Sam Comer i Arthur Krams
- nominacja: najlepszy film – Hal B. Wallis
- nominacja: najlepsza aktorka drugoplanowa – Marisa Pavan
- nominacja: najlepsza muzyka – Alex North
- nominacja: najlepszy montaż – Warren Low
- nominacja: najlepsze kostiumy, czarno-białe – Edith Head

13. ceremonia wręczenia Złotych Globów
- najlepsza aktorka w filmie dramatycznym – Anna Magnani
- najlepsza aktorka drugoplanowa – Marisa Pavan

10. ceremonia wręczenia nagród Brytyjskiej Akademii Filmowej
- najlepsza aktorka zagraniczna – Anna Magnani
- nominacja: najlepsza aktorka zagraniczna – Marisa Pavan